# Boeing P-26 Peashooter
Le Boeing P-26, surnommé Peashooter (« Sarbacane »), était un avion de chasse de l'entre-deux-guerres. C'est le premier chasseur entièrement en métal produit aux États-Unis ainsi que le premier chasseur monoplan utilisé par l'United States Army Air Corps (USAAC). Conçu et produit par la firme Boeing, le prototype vola pour la première fois en 1932 et sera utilisé par l'USAAC jusqu’à la fin 1941 aux Philippines.

## Conception et développement
Le projet Boeing Model 248 débuta en septembre 1931, la firme Boeing concevant le prototype et l'USAAC fournissant le moteur et les instruments. Le concept de ce nouveau chasseur monoplan à ailes basses comprenait un cockpit ouvert, un train d'atterrissage fixe, ainsi que des ailes soutenues avec des haubans. Le prototype effectua son premier vol le 20 mars 1932. Le plus gros problème de l'appareil était sa très grande vitesse d'atterrissage qui causa de nombreux accidents. Pour remédier à cela, des volets de courbure furent installés pour réduire la vitesse dans cette phase critique. L'US Army Corps commanda par la suite 3 unités qui furent désignés XP-936.
Le pilotage du Boeing XP-936 durant les phases de roulage se révéla aussi complexe. En raison d'un nez assez court, l'appareil avait tendance à partir en culbute vers l'avant pour finir sur le dos. Comme les prototypes avec leur poste de pilotage ouvert n'étaient pas équipés d'un appuie-tête renforcé, les pilotes n'avaient donc aucune protection dans ces cas là. Pour cela, les modèles de production (désignés P-26A) furent tous pourvus d'un appui-tête haut et blindé. 111 exemplaires de ce type furent livrés à l'USAAC de janvier à juin 1934.
Deux exemplaires, désignés P-26B, furent par la suite équipé d'un moteur Pratt & Whitney R-1340-33 à injection directe. Ils furent suivis de 23 P-26C équipés du moteur R-1340-33 mais avec un carburateur et un système d'alimentation modifié.
En 1936, Les forces aériennes républicaines espagnole (Fuerzas Aéreas de la República Española) et chinoise (Zhōnghuá Mínguó Kōngjūn) commandèrent respectivement 1 et 11 appareils désignés Model 281. Il s'agissait d'une version de P-26C destinés à l'export.
Le surnom Peashooter (« Sarbacane » en anglais) fut affectueusement donné au P-26 par ses pilotes américains en raison de son viseur externe. Bien qu'il fût facile à piloter, son concept de chasseur à poste ouvert, avec train fixe et ailes à hauban fut rapidement anachronique dans un temps où les progrès de l'aviation avançaient à grands pas. Le Curtiss P-36 Hawk américain, le Messerschmitt Bf 109 allemand et le Hawker Hurricane anglais, qui avaient tous un train escamotable, un cockpit fermé et des ailes monocoques, prirent leur envol en 1935, à peine 3 ans après le P-26. Cependant, celui-ci resta en service actif au sein de l'US Army jusqu'au début de la Seconde Guerre mondiale.

## Service opérationnel

### Avec l'US Army Air Corps
Les dotations de P-26 aux escadrons de chasse (pursuit squadron) de l'USAAC se poursuivirent de décembre 1933 à 1936, année de fin de production de l'appareil avec la version P-26C. Finalement, 22 escadrons volèrent avec le Boeing P-26, le pic de service étant de 6 escadrons en 1936. Le Peashooter resta le chasseur de première ligne de l'USAAC jusqu'en 1938, avant d'être progressivement remplacé par des Seversky P-35 et Curtiss P-36. Un total de 20 P-26 furent perdus en opération dans des accidents entre 1934 et le début de la Seconde Guerre mondiale, dont uniquement 5 avant 1940.
Les unités de l'USAAC qui utilisèrent le Boeing P-26 Peashooter furent :
- Le 1st Pursuit Group basé à Selfridge Field dans le Michigan :
  - 17th Fighter Squadron
  - 27th Fighter Squadron
  - 94th Fighter Squadron
- Le 4th Composite Group basé à Nichols Field et Clark Field aux Philippines :
  - 3d Fighter Training Squadron
  - 17th Fighter Squadron
  - 20th Fighter Squadron
- Le 8th Pursuit Group basé Langley Field en Virginie :
  - 33 rd Fighter Squadron
  - 35th Fighter Squadron
  - 36th Fighter Squadron
- Le 16th Pursuit Group basé à Albrook Field dans la zone du canal de Panama :
  - 24th Fighter Squadron
  - 78th Reconnaissance Squadron
- Le 17th Pursuit Group basé à March Field en Californie :
  - 34th Bomb Squadron
  - 73d Fighter Squadron
  - 95th Fighter Squadron
- Le 18th Pursuit Group basé à Wheeler Field à Hawaii :
  - 6th Night Fighter Squadron
  - 19th Fighter Squadron
- Le 20th Pursuit Group basé à Barksdale Field en Louisiane :
  - 55th Fighter Squadron
  - 77th Fighter Squadron
  - 79th Fighter Squadron

## Variantes

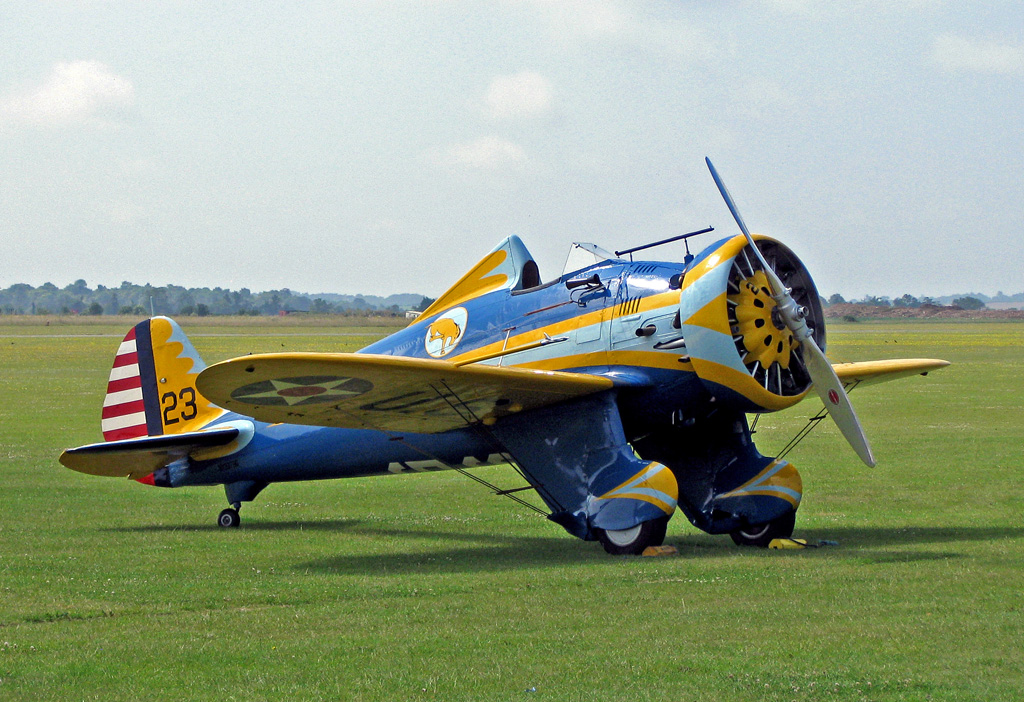
Boeing P-26A avec une livrée alternative.

XP-936
Désignation pour des prototypes commandés par l'US Army Air Corps, motorisés avec un Pratt & Whitney R-1340-21 Wasp de 525 ch. 3 exemplaires.
P-26A
Désignation du chasseur monoplace de série, motorisé avec un Pratt & Whitney R-1340-27 de 600 ch. 111 exemplaires produits.
P-26B
Désignation du chasseur monoplace de série, motorisé avec un Pratt & Whitney R-1340-33 à injection directe de 600 ch. 2 exemplaires produits.
P-26C
Désignation du chasseur monoplace de série, motorisé avec un Pratt & Whitney R-1340-33 de 600 ch avec un système d'alimentation modifié. 23 exemplaires produits.
Model 281
Désignation de la version d'export du P-26C. 11 exemplaires produits pour la Chine et 1 pour l'Espagne, soit 12 exemplaires au total.

## Pays utilisateurs

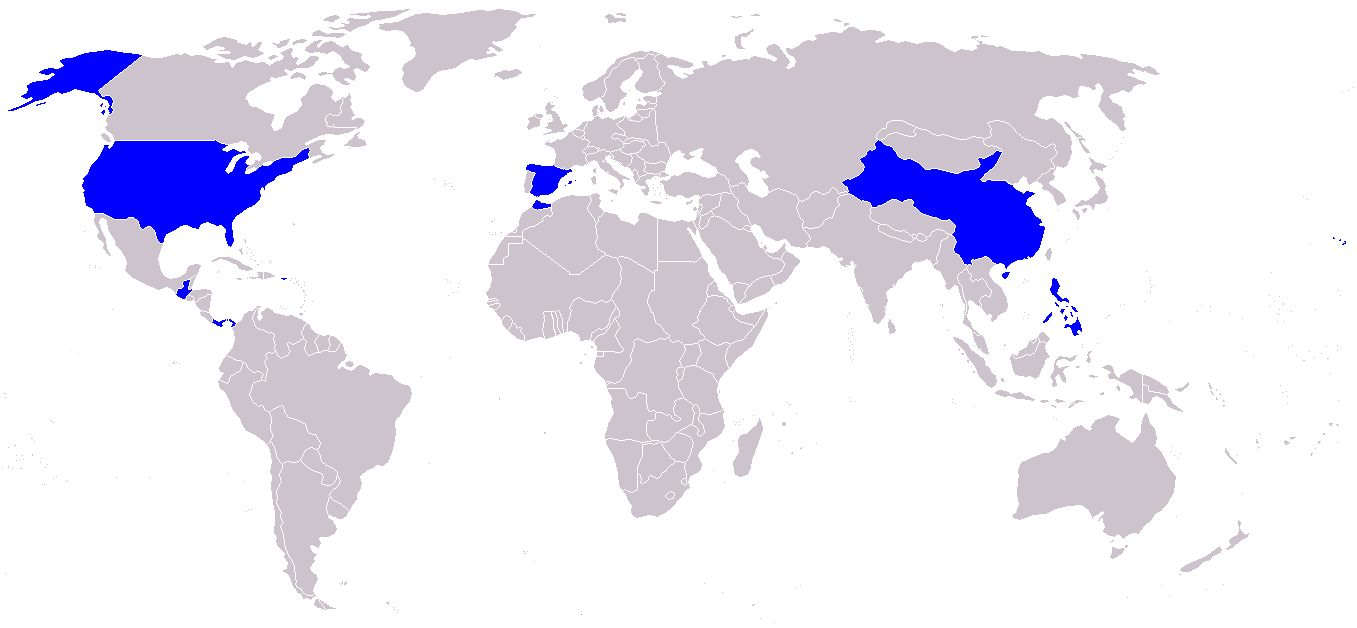
Pays utilisateurs du Boeing P-26.

- République de Chine (à la fin des années 1930)
- Guatemala : De 1942 à 1957
- Panama :
- Philippines : Philippine Army Air Corps
- : Durant la guerre d'Espagne dans les rangs républicains.
- États-Unis : United States Army Air Corps, jusqu'en 1942

### Sources et bibliographie
- (en) Enzo Angelucci et Peter M Bowers, The American fighter, Haynes, 1987, 480 p. (ISBN 978-0-85429-635-4, OCLC 20691291).
- (en) Peter Bowers, Boeing aircraft since 1916, Londres, Putnam, Naval Inst Pr, juin 1989, 3e éd., 668 p. (ISBN 978-0-85177-804-4, OCLC 19848970).
- (en) Peter Bowers, Boeing P-26 variants, Arlington, Tex. Osceola, Wis, Aerofax, Inc. U.S. trade distribution by Motorbooks International, coll. « Aerofax minigraph » (no 8), 1984 (ISBN 978-0-942548-13-6, OCLC 13546620).
- (en) Charles W. Cain et Martin Windrow, Aircraft in Profile, vol. 1 Part 2, Windsor, Royaume-Uni/Garden City, NY, Profile Publications/Doubleday, 1976, 4e éd. (ISBN 978-0-85383-411-3), « The Boeing P-26A ».
- (en) Francis Crosby, Fighter Aircraft : Featuring Photographs from the Imperial War Museum, New York, Lorenz, 2002, 256 p. (ISBN 978-0-7548-0990-6, OCLC 50067188).
- (en) Larry Davis (ill. Joe Sewell), P-26, Carrollton, Tex, Squadron/Signal Publications, coll. « Mini in Action » (no 2), novembre 1994 (ISBN 978-0-89747-322-4, OCLC 32971153).
- (en) Robert F. Dorr, « Boeing P-26 Peashooter », Air International, vol. 48, no 4,‎ 1995, p. 239.
- (en) Bernard Fitzsimons (dir.), The Illustrated Encyclopedia of 20th Century Weapons and Warfare, vol. 19, Londres, Purnell & Son Ltd, 1978.
- (en) William Green et Gordon Swanborough, « Boeing's Fighter Finale... The Peashooter Chronicle », Air Enthusiast,‎ décembre 1980–mars 1981, p. 1–12, 73–75.
- (en) Edward Maloney (ill. James Dietz), Boeing P-26 "Peashooter", Fallbrook, Calif, Aero Publishers, coll. « Aero series » (no 22), 1973, 52 p. (ISBN 978-0-8168-0584-6, OCLC 609330).
- (en) Edward T. Maloney et Frank Ryan, P 26 : History of famous Boeing P26 "Peashooter", Hollywood, Californie, Challenge Publications, Inc., coll. « Air Museum Historical series » (no 3), 1965 (OCLC 918137269).
- (en) Boeing Company, Pedigree of champions : Boeing since 1916, Seattle, Boeing Co., 1969, 3e éd., 79 p. (OCLC 4499785).
- Christopher Shores, Brian Cull et Yasuho Izawa, Bloody shambles, vol. 1 : The drift to war to the fall of Singapore, Londres Cincinnati, Ohio, Grub Street Distributed in the USA by Seven Hills, 1992, 392 p. (ISBN 978-0-948817-50-2, OCLC 156777447).
- (en) Gordon Swanborough et Peter M. Bowers, United States military aircraft since 1908, Londres, Putnam, 1971, 675 p. (ISBN 978-0-370-00094-7, OCLC 415759).

### Aéronefs comparables
- Mitsubishi A5M
- Polikarpov I-16
- PZL P.11